# Cal Pallot
Cal Pallot és una masia documentada al segle X amb el nom de villa Gamisane, i coneguda fins a l'edat moderna com a Gamisans, situada molt a prop de l'església romànica de Sant Andreu de Cal Pallot al municipi de Puig-reig (Berguedà) inclosa en l'Inventari del Patrimoni Arquitectònic de Catalunya.

## Arquitectura
Masia de dimensions mitjanes, formada per un cos central, de planta rectangular, amb diferents ampliacions i coberts annexats. Consta de planta baixa més un pis i planta sota coberta. La teulada és de doble vessant. Les parets són de pedra engaltada, amb carreus a les cantoneres. La façana est, al marge d'un cingle, té un parament més regular. Algunes de les obertures, les més antigues, tenen llindes i brancals de pedra, mentre que les més modernes són emmarcades amb maó.
La casa té coberts de pedra afegits al costat oest i al costat sud, en el qual s'hi troba una premsa que porta la inscripció de l'any 1870.. A la façana nord també hi ha un cobert, més modern.

## Història
Trobem documentada una masia en aquest lloc en el segle x, amb el nom de villa Gamisane, i també l'any 1312. Hom creu que es tracta d'un primer assentament entorn de l'església, i que es correspon amb l'actual masia de Cal Pallot. L'església es coneixia amb el nom de Sant Andreu de Gamisans, nom que es va conservar fins al segle xviii. La construcció del mas, d'origen medieval, devia ampliar-se sobretot als segles XVIII-XIX.